# 河野朱里
河野 朱里（かわの じゅり、1996年12月16日 - ）は、神奈川県出身の女子サッカー選手。ポジションはフォワード。

## 来歴

### クラブ
藤枝順心高校、早稲田大学を卒業後の2019年、INAC神戸レオネッサに加入した。1年目でリーグ4試合に出場したが、2019年の終わりに退団した。
2020年はちふれASエルフェン埼玉に移籍。
2023年7月、ニッパツ横浜FCシーガルズに移籍した。

### 代表
2016年10月に、U-20女子ワールドカップに臨むU-20日本代表に選出された。大会では3試合に途中出場し、日本は3位となった。
その後、2017年夏季ユニバーシアードの日本代表に選出された。

## 個人成績
| 国内大会個人成績 | 国内大会個人成績 | 国内大会個人成績 | 国内大会個人成績 | 国内大会個人成績 | 国内大会個人成績 | 国内大会個人成績 | 国内大会個人成績 | 国内大会個人成績 | 国内大会個人成績 | 国内大会個人成績 | 国内大会個人成績 |
| 年度             | クラブ           | 背番号           | リーグ           | リーグ戦         | リーグ戦         | リーグ杯         | リーグ杯         | オープン杯       | オープン杯       | 期間通算         | 期間通算         |
| 年度             | クラブ           | 背番号           | リーグ           | 出場             | 得点             | 出場             | 得点             | 出場             | 得点             | 出場             | 得点             |
| 日本             | 日本             | 日本             | 日本             | リーグ戦         | リーグ戦         | リーグ杯         | リーグ杯         | 皇后杯           | 皇后杯           | 期間通算         | 期間通算         |
| ---------------- | ---------------- | ---------------- | ---------------- | ---------------- | ---------------- | ---------------- | ---------------- | ---------------- | ---------------- | ---------------- | ---------------- |
| 2021-22          | EL埼玉           | 8                | WE               | 15               | 1                | -                | -                |                  |                  |                  |                  |
| 2022-23          | EL埼玉           | 8                | WE               | 10               | 0                | 4                | 0                |                  |                  |                  |                  |
| 通算             | 日本             | 日本             | WE               | 25               | 1                | 4                | 0                |                  |                  |                  |                  |
| 総通算           | 総通算           | 総通算           | 総通算           | 25               | 1                | 4                | 0                |                  |                  |                  |                  |

## 代表歴
- U-20日本代表
  - 2016 FIFA U-20女子ワールドカップ; 3位（3試合出場）
- ユニバーシアード日本代表
  - 2017年夏季ユニバーシアード; 準優勝